# Charissa macguffini
Charissa macguffini is een vlinder uit de familie spanners (Geometridae). De wetenschappelijke naam is voor het eerst geldig gepubliceerd in 1979 door Smiles.
De soort komt voor in Europa.